# Hemerotrecha steckleri
Espèce
Hemerotrecha steckleri est une espèce de solifuges de la famille des Eremobatidae.

## Distribution
Cette espèce est endémique d'Arizona aux États-Unis,. Elle se rencontre dans le comté de Pima dans les monts Santa Catalina.

## Description
La femelle holotype mesure 18,5 mm.

## Étymologie
Cette espèce est nommée en l'honneur de Peter Steckler.

## Publication originale
- Muma, 1951 : The Arachnid order Solpugida in the United States. Bulletin of the American Museum of Natural History, no 97, p. 31-141 (texte intégral).